# Kärlek och störtlopp
Kärlek och störtlopp är en svensk komedifilm från 1946 i regi av Rolf Husberg, med manus av Sven Björkman och Hasse Ekman. I huvudrollerna ses Sture Lagerwall och Eva Dahlbeck.

## Handling
Sixten är filmförfattare och blir mycket motvilligt uppsänd till Rävfjället i Åre för att förbereda en kärleksfilm i skidmiljö. Själv vill han göra en film om Erik XIV, men det får han inte för filmbolaget. Till slut packar han och reser med tåget. 
Redan innan han hinner åka, ringer kvällspressen i form av Vivi Boström och frågar ut honom om hans planer; de hamnar genast i gräl och Sixten snäser av Vivi ordentligt. Det ska han dock få ångra, för hon ruvar på hämnd och den bekväma författaren från storstaden, som inte varit längre norrut än Uppsala, ska sent glömma denna resa. 
Det blir en ryslig massa snö, slädfärder, störtloppstävlingar, middag med Erik XIV, kärleksgnabb, förväxlingar, förvecklingar och förlovningar – allt i rasande fart!

## Om filmen
Karin Miller filmdebuterade i filmen. Filmen är inspelad i Sandrew-Ateljéerna samt i Åre med filmfoto av Hilding Bladh. Filmen premiärvisades den 30 augusti 1946 i Norrköping och Stockholm. Den har visats vid ett flertal tillfällen i SVT, bland annat 2001, 2005 och den 15 januari 2019.

## Rollista i urval
- Sture Lagerwall – Sixten Kennebeck, filmförfattare
- Eva Dahlbeck – Vivi Boström, journalist för Kvällsexpressen
- Thor Modéen – Sture Nylén, grosshandlare
- Agneta Lagerfelt – Anne-Sofie, hans dotter
- Sigge Fürst – intendent Larsson, skidlärare
- Hjördis Petterson – "Skorpionen", astrolog, gäst på fjällhotellet
- John Botvid – Fingal Andersson
- Bullan Weijden – Agda Nylén, Anne-Sofies mor
- Douglas Håge – landsfiskalen
- Holger Höglund – Holmström, portier på Hotell Rävgården
- Magnus Kesster – filmdirektör
- Kenne Fant – skådespelare i filmateljén
- Mimi Nelson – skådespelare i filmateljén
- Börje Mellvig – filmregissören
- Nils Hultgren – filmdirektör
- Stig Johanson – sättare på Kvällsexpressen
- Albin Erlandzon – faktor på Kvällsexpressen
- Leif Hedenberg – hotellvaktmästare
- Karin Miller – hotellservitris
- Gunnar Hedberg – hotellgäst

## DVD
Filmen gavs ut på DVD år 2009.

## Musik i filmen
- Les patineurs (Skridskoåkarna), kompositör Émile Waldteufel, instrumental